# Melissa González (atleta)
Melissa González Creamer (El Paso, Texas, 24 de junio de 1994) es una atleta colombo-estadounidense especializada en 400 metros vallas. Fue ganadora de una medalla de oro en el Campeonato Sudamericano de Atletismo de 2019 dónde batió un récord nacional establecido 25 años atrás. Fue medallista de plata en los Juegos Suramericanos de 2018 además de conseguir otras dos medallas en el Campeonato Sudamericanos de Atletismo de 2017.
Su mejor marca personal es de 55,32 segundos obtenida en los Juegos Olímpicos de Tokio 2020 .

## Competiciones internacionales
| En representación de Colombia | En representación de Colombia                       | En representación de Colombia | En representación de Colombia | En representación de Colombia | En representación de Colombia |
| ----------------------------- | --------------------------------------------------- | ----------------------------- | ----------------------------- | ----------------------------- | ----------------------------- |
| 2016                          | Campeonato Sudamericano de Atletismo Sub-23 de 2016 | Lima, Peru                    | 1°                            | 400 m vallas                  | 59.26                         |
| 2016                          | Campeonato Sudamericano de Atletismo Sub-23 de 2016 | Lima, Peru                    | –                             | 4 × 100 m relevos             | DNF                           |
| 2016                          | Campeonato Sudamericano de Atletismo Sub-23 de 2016 | Lima, Peru                    | 1°                            | 4 × 400 m relevos             | 3:42.19                       |
| 2017                          | Campeonato Sudamericano de Atletismo de 2017        | Asunción, Paraguay            | 3°                            | 100 m vallas                  | 13.42                         |
| 2017                          | Campeonato Sudamericano de Atletismo de 2017        | Asunción, Paraguay            | 2°                            | 400 m vallas                  | 56.29                         |
| 2017                          | Juegos Bolivarianos de 2017                         | Santa Marta, Colombia         | 3°                            | 400 m vallas                  | 58.14                         |
| 2017                          | Juegos Bolivarianos de 2017                         | Santa Marta, Colombia         | 3°                            | 4 × 100 m relevos             | 45.96                         |
| 2018                          | Juegos Suramericanos de 2018                        | Cochabamba, Bolivia           | 2°                            | 400 m vallas                  | 56.86                         |
| 2018                          | Juegos Suramericanos de 2018                        | Cochabamba, Bolivia           | 1°                            | 4 × 400 m relevos             | 3:31.87                       |
| 2018                          | XXIII Juegos Centroamericanos y del Caribe          | Barranquilla, Colombia        | 7°                            | 400 m vallas                  | 56.57                         |
| 2018                          | XXIII Juegos Centroamericanos y del Caribe          | Barranquilla, Colombia        | 3°                            | 4 × 400 m relevos             | 3:32.61                       |
| 2019                          | Campeonato Sudamericano de Atletismo de 2019        | Lima, Perú                    | 1°                            | 400 m vallas                  | 55.73                         |
| 2019                          | Campeonato Sudamericano de Atletismo de 2019        | Lima, Perú                    | 2°                            | 4 × 100 m relevos             | 44.97                         |
| 2019                          | Campeonato Sudamericano de Atletismo de 2019        | Lima, Perú                    | 1°                            | 4 × 400 m relevos             | 3:32.81                       |
| 2019                          | Juegos Panamericanos de 2019                        | Lima, Peru                    | 9° (h)                        | 400 m vallas                  | 56.78                         |
| 2019                          | Juegos Panamericanos de 2019                        | Lima, Peru                    | 6°                            | 4 × 400 m relevos             | 3:33.02                       |
| 2019                          | Campeonato Mundial de Atletismo de 2019             | Doha, Catar                   | 26° (h)                       | 400 m vallas                  | 56.49                         |
| 2021                          | Campeonato Sudamericano de Atletismo de 2021        | Guayaquil, Ecuador            | 1°                            | 400 m vallas                  | 55.68                         |
| 2021                          | Campeonato Sudamericano de Atletismo de 2021        | Guayaquil, Ecuador            | 1°                            | 4 × 400 m relevos             | 3:31.04                       |

## Vida personal
González profesa la fe cristiana. Está casada con el jugador de fútbol americano de los Detroit Lions, David Blough.